# Philip Streatfeild
James Philip Sydney Streatfeild (5 de noviembre de 1879-3 de junio de 1915) fue un pintor y bohemio inglés descendiente de la histórica familia Streatfeild del castillo de Chiddingstone, Kent.
Streatfeild nació en Clapham, donde su padre era empleado de banco. Su abuelo fue vicario de East Ham, Essex. Estudió en la facultad de arte. Artista de éxito, tenía un estudio en Kings Road en Londres. Se ha sugerido que recibió formación de Henry Scott Tuke. Pintó retratos de industriales, alguna que otra actriz y niños pequeños. Estaba familiarizado con la sociedad londinense y era amigo de Robbie Ross, mecenas de las artes y ex amante de Oscar Wilde.
En 1914, Streatfeild se convirtió en mentor del entonces actor de 14 años y más tarde famoso autor Noël Coward. El ascenso social de Coward comenzó gracias a Streatfeild, quien, antes de su muerte, le pidió a la rica socialité Sra. Astley Cooper que tomara a Coward bajo su protección. La Sra. Astley Cooper siguió alentando al protegido de su difunto amigo, quien seguía siendo un invitado frecuente en su propiedad, Hambleton Hall en Rutland.
Streatfeild se alistó en el ejército en noviembre de 1914, pero contrajo tuberculosis y quedó invalidado en la primavera de 1915. Murió a causa de la enfermedad en junio de 1915 a los 35 años.